# Lars Flodén
Lars Teodor Flodén, född 16 oktober 1915 i Kungsholms församling i Stockholm, död 17 april 1998 i Kristianstads Heliga Trefaldighets församling, var en svensk disponent och redaktör.
Lars Flodén var son till regementsläkaren C.G.T. Flodén och Olga Pettersson, och bror till Bengt Teodor Flodén, Hans Teodor Flodén och Jöran Flodén. Efter studentexamen i Skara 1936 studerade han vid Göteborgs högskola och Handelshögskolan i Stockholm 1939–1942. Han blev försäljningschef vid Bernces förlag AB i Malmö 1946, kom till Bonnier-biblioteket i Stockholm 1954 och till Allhems förlag i Malmö 1959. Han var sedan disponent vid Lundbolagen i Malmö AB (Motorlund) från 1961. Lars Flodén blev styrelseledamot i Skånska automobilklubben 1950 och redaktör för Svensk Motorsport 1953.
Flodén var gift första gången 1941–1943 gift med Gun Åkerberg (1916–1997), som gifte om sig med Per Meurling. Andra gången var han gift 1948–1952 med skådespelaren Gunnel Edlund (född 1923), som utvandrade till USA. Tredje gången var han gift 1954–1967 med Gerd Fagrell (1924–2007) och fjärde gången 1968–1973 med Kristina Ekström (1943–2022).